# Expressway 16 (Südkorea)
Der Expressway 16, auch als Ulsan Expressway (kor. 울산 고속도로, RR Ulsan Gosok Doro) bekannt, ist eine Schnellstraße in Südkorea. Wie der Name schon andeutet verläuft diese Autobahn in Richtung Ulsan, einer Millionenstadt und Industriezentrum im Südosten des Landes. Die Autobahn verbindet die Stadt Ulsan mit dem Expressway 1, die Nord-Süd-Achse des Landes. Die Autobahn ist 14 Kilometer lang.

## Straßenbeschreibung
Die Autobahn beginnt am Knoten Eonyang, westlich von Ulsan, die erste Autobahn nördlich der Stadt Busan. Die Autobahn hat 2 × 2 Fahrspuren und läuft durch ein enges Tal im Osten. Kurz vor Ulsan ist eine Kreuzung mit dem Expressway 65, die Ulsan mit Busan verbindet. Danach folgt die Mautstelle und zwei Ausfahrten. Die Autobahn endet westlich von Ulsan.

## Geschichte
Im Jahr 1962 wurde beschlossen eine Autobahn nach Ulsan zu bauen. Grund für den Bau waren die großen Industriekomplexe in der Stadt und die Anbindung an das Landesinnere. Ihr Bau begann im Jahre 1969, als auch die erste Schnellstraße gebaut wurde. Die Autobahn wurde am 4. Juni 1969 nach sechs Monaten Bauzeit fertiggestellt. Am 24. Juli 2008 wurde der Abschnitt zwischen der Mautstelle und Ulsan auf acht Fahrspuren fertiggestellt.

## Eröffnungsdaten der Autobahn
| von     | nach  | Länge | Datum      |
| ------- | ----- | ----- | ---------- |
| Eonyang | Ulsan | 14 km | 04.06.1969 |

## Verkehrsaufkommen
Im Jahr 2008 waren rund 43.000 Fahrzeuge täglich auf der Autobahn unterwegs.

## Ausbau der Fahrbahnen
| von        | nach       | Länge | Fahrspuren |
| ---------- | ---------- | ----- | ---------- |
| Eonyang    | Ulsan-Maut | 10 km | 2 × 2      |
| Ulsan-Maut | Ulsan      | 4 km  | 2 × 4      |